# Diocesi di Huancavelica
La diocesi di Huancavelica (in latino: Dioecesis Huancavelicensis) è una sede della Chiesa cattolica in Perù suffraganea dell'arcidiocesi di Ayacucho. Nel 2023 contava 459.615 battezzati su 517.190 abitanti. È retta dal vescovo Carlos Alberto Salcedo Ojeda, O.M.I.

## Territorio
La diocesi comprende la regione peruviana di Huancavelica.
Sede vescovile è la città di Huancavelica, dove si trova la cattedrale di Sant'Antonio di Padova.
Il territorio è suddiviso in 28 parrocchie.

## Storia
La diocesi è stata eretta il 18 dicembre 1944 con la bolla Quae ad maius di papa Pio XII, ricavandone il territorio dalla diocesi di Huamanga (oggi arcidiocesi di Ayacucho). Originariamente era suffraganea dell'arcidiocesi di Lima.
Il 27 aprile 1954, con la lettera apostolica Haud parvae, lo stesso papa Pio XII ha proclamato la Beata Maria Vergine dal Purissimo ed Immacolato Cuore patrona principale della diocesi.
Il 30 giugno 1966 è entrata a far parte della provincia ecclesiastica dell'arcidiocesi di Ayacucho.

## Cronotassi dei vescovi
Si omettono i periodi di sede vacante non superiori ai 2 anni o non storicamente accertati.
- Alberto Maria Dettmann y Aragón, O.P. † (6 luglio 1945 - 28 giugno 1948 nominato vescovo di Puno)
- Carlos Maria Jurgens Byrne, C.SS.R. † (13 gennaio 1949 - 7 febbraio 1954 nominato ordinario militare per il Perù)
  - Sede vacante (1954-1956)
- Florencio Coronado Romani, C.SS.R. † (1º marzo 1956 - 14 gennaio 1982 ritirato)
- William Dermott Molloy McDermott † (14 gennaio 1982 - 18 giugno 2005 ritirato)
- Isidro Barrio Barrio (18 giugno 2005 succeduto - 21 maggio 2021 ritirato)
- Carlos Alberto Salcedo Ojeda, O.M.I., dal 21 maggio 2021

## Statistiche
La diocesi nel 2023 su una popolazione di 517.190 persone contava 459.615 battezzati, corrispondenti all'88,9% del totale.
| anno | popolazione | popolazione | popolazione | presbiteri | presbiteri | presbiteri | presbiteri                | diaconi | religiosi | religiosi | parrocchie |
| anno | battezzati  | totale      | %           | numero     | secolari   | regolari   | battezzati per presbitero | diaconi | uomini    | donne     | parrocchie |
| ---- | ----------- | ----------- | ----------- | ---------- | ---------- | ---------- | ------------------------- | ------- | --------- | --------- | ---------- |
| 1949 | 295.000     | 295.000     | 100,0       | 25         | 25         |            | 11.800                    |         |           |           | 164        |
| 1966 | 295.100     | 295.100     | 100,0       | 24         | 24         |            | 12.295                    |         |           | 12        | 26         |
| 1970 | ?           | 302.817     | ?           | 26         | 26         |            | ?                         |         |           | 12        | 26         |
| 1976 | 320.000     | 350.000     | 91,4        | 26         | 24         | 2          | 12.307                    |         | 3         | 10        | 26         |
| 1980 | 320.000     | 350.000     | 91,4        | 24         | 23         | 1          | 13.333                    |         | 1         | 24        | 26         |
| 1990 | 455.000     | 466.000     | 97,6        | 25         | 25         |            | 18.200                    |         |           | 40        | 27         |
| 1999 | 350.000     | 393.769     | 88,9        | 30         | 30         |            | 11.666                    |         |           | 39        | 27         |
| 2000 | 335.209     | 427.009     | 78,5        | 24         | 24         |            | 13.967                    |         |           | 43        | 17         |
| 2001 | 381.209     | 428.125     | 89,0        | 32         | 30         | 2          | 11.912                    |         | 2         | 45        | 17         |
| 2002 | 402.680     | 482.465     | 83,5        | 74         | 37         | 37         | 5.441                     |         | 37        | 45        | 17         |
| 2003 | 350.850     | 427.684     | 82,0        | 75         | 38         | 37         | 4.678                     |         | 39        | 28        | 25         |
| 2004 | 406.709     | 444.829     | 91,4        | 40         | 40         |            | 10.167                    |         |           | 32        | 25         |
| 2006 | 408.690     | 452.654     | 90,3        | 47         | 47         |            | 8.695                     |         |           | 32        | 25         |
| 2011 | 450.000     | 496.000     | 90,7        | 43         | 43         |            | 10.465                    |         |           | 82        | 27         |
| 2016 | 435.600     | 487.500     | 89,4        | 49         | 49         |            | 8.889                     |         |           | 72        | 25         |
| 2019 | 437.180     | 491.930     | 88,9        | 49         | 49         |            | 8.922                     |         |           | 66        | 28         |
| 2021 | 450.115     | 506.500     | 88,9        | 49         | 49         |            | 9.186                     |         |           | 66        | 28         |
| 2023 | 459.615     | 517.190     | 88,9        | 50         | 50         |            | 9.192                     | 1       | 25        | 64        | 28         |